# Richard Claude Belt

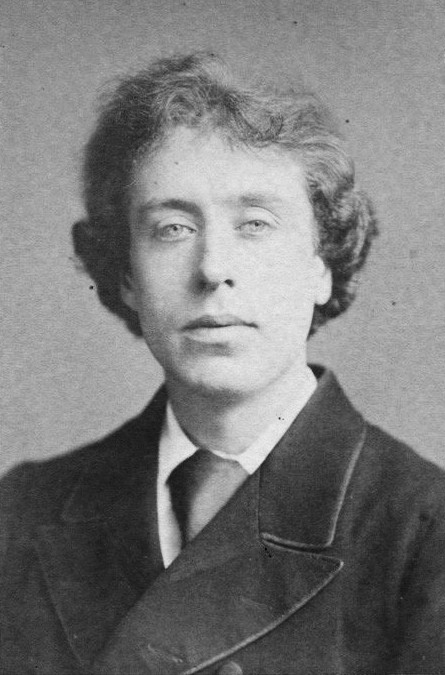
Richard Claude Belt 1882

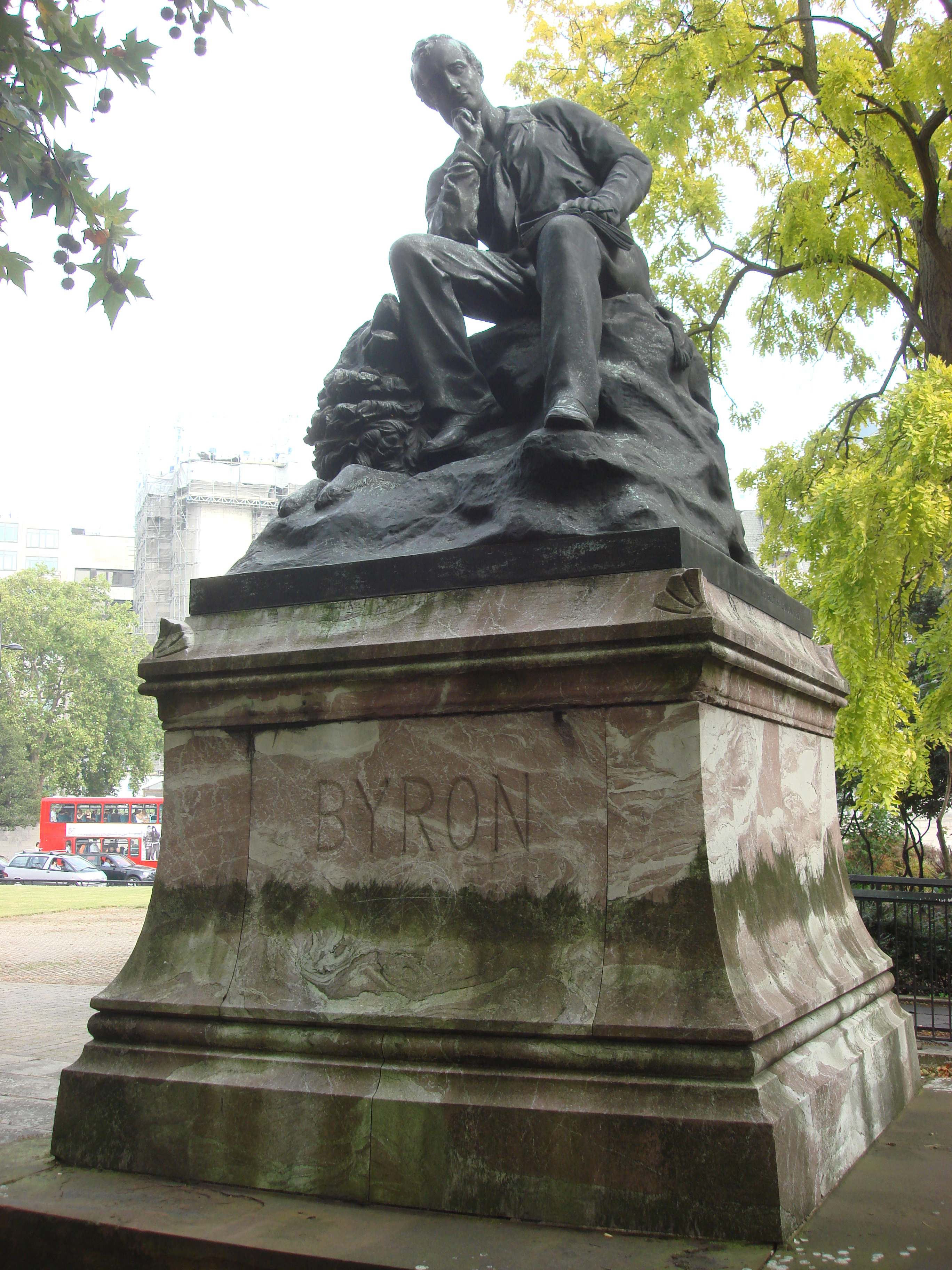
Denkmal von Lord Byron im Hyde Park

Richard Claude Belt (geboren am 26. Juni 1851 in Westminster (London); gestorben am 17. November 1920 in Kensington (London)) war ein britischer Bildhauer.

## Leben
Belt war der Sohn der aus Maidstone in Kent stammenden Kerzenmacherin Eliza Belt. Nach einer Ausbildung an der Royal Academy of Arts machte er eine Lehre als Holzbildhauer bei William Plows und fertigte von 1869 bis 1870 Marmorornamente im Atelier von John Henry Foley. Danach arbeitete er als Assistent des Bildhauers Charles Bennett Lawes, den er über Foley kannte und dessen Partner er wurde. Ab 1975 führte Belt erfolgreich ein eigenes Atelier und erhielt zahlreiche Aufträge für Porträtbüsten und für Denkmäler. Dazu gehörten insbesondere ein Denkmal für den Dichter Lord Byron in der Park Lane beim Hyde Park und eine Statue von Queen Anne vor der St. Pauls Cathedral. Er stellte auch regelmäßig in der Royal Academy aus.

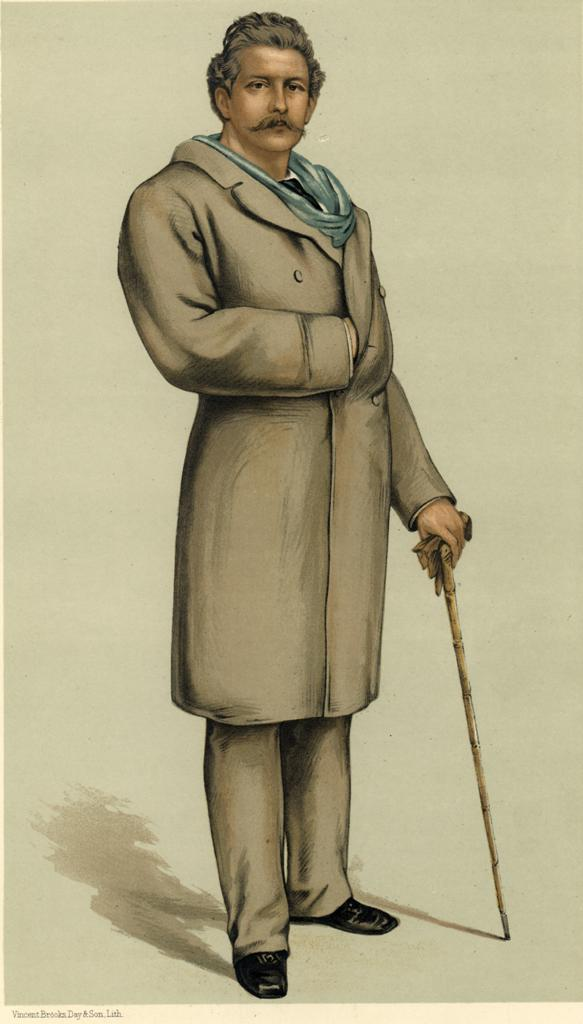
Karikatur von Lawes („Athlet und Bildhauer“) aus Vanity Fair, 1883

Einer breiten Öffentlichkeit wurde er bekannt durch einen Prozess zwischen ihm und seinem früheren Partner Charles Bennett Lawes. Am 20. August 1881 hatte die Zeitschrift Vanity Fair in einem anonymen Artikel behauptet, dass das Denkmal Byrons und andere Werke nicht von Belts Hand seien, sondern dass dessen Arbeiten zwischen 1876 und 1881 tatsächlich von zwei anderen Bildhauern namens Thomas Brock und Pierre Verheyden ausgeführt worden seien. Lawes legte am 24. September in einem Leserbrief nach:

„Ich bin mir sicher die Gefühle des gesamten Bildhauerstandes auszudrücken, wenn ich sage, dass wir ihnen tief verpflichtet sind für die Aufdeckung und Publikation der wahren Laufbahn des Mr. Belt. Es ist unter uns längst bekannt, dass er nichts als ein Kunstschwindler ist, und indem sie uns Gelegenheit geben, uns darüber öffentlich kundzutun, wurde es, denke ich, möglich, den Anschein von „Kollegenneid“ abzutun, mit dem er so erfolgreich hantierte.
Es gibt noch etwas, das wir gern tun würden, nämlich Mr. Belt und seinen „einflussreichen Freunden“ vor Gericht gegenüberzutreten und letztere von der Wahrheit der zuletzt von uns in dieser Zeitschrift gemachten Anschuldigungen  zu überzeugen.“

Der Wunsch wurde erfüllt und Belt strengte Verleumdungsklagen gegen Lawes und gegen Vanity Fair an, verfolgte aber nur die gegen Lawes weiter. Das resultierende Verfahren zog sich zwischen Januar und Dezember 1882 über 43 Sitzungen hin und wurde von der Öffentlichkeit aufmerksam verfolgt, da zahlreiche prominente Kunden für Belt und ebenso zahlreiche prominente Mitglieder der Royal Academy für Lawes im Zeugenstand erschienen. Schließlich wurde zugunsten von Belt entschieden und Lawes zur Zahlung einer Entschädigung von 5.000 £ verurteilt, eine damals außergewöhnlich hohe Summe.
Lawes ging in Berufung, wo die Zahlung auf 500 £ reduziert wurde unter der Voraussetzung, dass beide Parteien dem zustimmten. Belt stimmte zu, Lawes aber zog weiter vor das Berufungsgericht, wo 1884 die ursprünglich Summe erneut zuerkannt wurde. Lawes konnte weder die 5.000 £ der Strafe noch die entstandenen weiteren 5.000 £ an Gerichtskosten zahlen und musste Bankrott anmelden. Tatsächlich scheinen die Vorwürfe von Lawes nicht ohne sachlichen Hintergrund gewesen zu sein und die vor Gericht eigentlich zu entscheidende Frage war, in welchem Umfang ein Künstler Andere mit der Ausführung von Arbeiten beauftragen darf, ohne nicht mehr als Schöpfer des betreffenden Werks gelten zu können.
Zur Zeit des Prozesses hatte Belt nähere Bekanntschaft mit einer jungen Dame namens Constance Lloyd, der späteren Frau von Oscar Wilde, die ihn offenbar als zukünftigen Ehemann in Betracht zog. Daraus wurde jedoch nichts, denn auch Belt geriet nun in Geldnot, musste Konkurs anmelden und stand bald darauf selbst als Angeklagter vor Gericht. Sir William Neville Abdy hatte Belt 2.000 £ geliehen, die der nicht zurückzahlen konnte. Belt kannte nun eine Mrs. Morphy, die Belt zufolge im Harem eines Sultans gelebt und von diesem kostbare Diamanten erhalten habe, die sie nun zu veräußern gezwungen sei und Belt bot sich als Makler gegen Provision bei einer entsprechenden Transaktion an. Der Handel kam zustande. Als aber Sir William feststellen musste, dass er nur billige, aus einer Pfandleihe stammende Steine erworben hatte, klagte er Bell wegen Betrugs an. Am 8. März 1886 wurde Belt schuldig gesprochen und zu zwölf Monaten Zwangsarbeit verurteilt. Ein Jahr zuvor war Oscar Wilde wegen des „Verbrechens“ der Sodomie angeklagt zu zwei Jahren Zwangsarbeit verurteilt worden.
Um 1900 zog Belt sich zurück und lebte in Surbiton im Südwesten von London. In den folgenden Jahren kehrte er jedoch zurück zur Bildhauerei und fertigte eine Porträtbüste von Lord Kitchener, die 1917 in der Royal Academy ausgestellt wurde.
Belt war verheiratet mit Georgina Amelia Lane Belt (1855–1922). Er starb 1920. Sein Grabmal mit den Urnen von ihm, seiner Frau und des seinerzeit mit ihm zusammen angeklagten und dann freigesprochenen jüngeren Bruders Walter George Belt (1856–1934) befindet sich im Golders Green Crematorium, London.